# IC 5326
IC 5326 је спирална галаксија у сазвјежђу Вајар која се налази на листи објеката дубоког неба у Индекс каталогу.
Деклинација објекта је - 28° 49' 53" а ректасцензија 23h 29m 35,2s. Привидна величина (магнитуда) објекта IC 5326 износи 14,1 а фотографска магнитуда 14,9. IC 5326 је још познат и под ознакама ESO 470-11, MCG -5-55-15, PGC 71581.